# Olszowa Droga (województwo podlaskie)
Olszowa Droga – droga będąca południowym przedłużeniem Carskiej Drogi w województwie podlaskim. Zaczyna się w miejscowości Downary, kończy w kolonii Laskowiec.
Olszowa Droga przebiega przez Biebrzański Park Narodowy. Jest punktem startowym kilku ścieżek dydaktycznych i szlaków turystycznych, prowadzą nią także szlaki rowerowe:
 ścieżka przyrodnicza „Barwik”
 ścieżka przyrodnicza „Grobla Honczarowska”
 ścieżka przyrodnicza „Długa Luka”
 Barwik-Gugny.